# Truân Triết
Truân Triết (chữ Hán: 肫哲; 1612 – 1648) là một Công chúa nhà Thanh trong lịch sử Trung Quốc.

## Cuộc đời
Truân Triết sinh vào giờ Ngọ, ngày 16 tháng 7 (âm lịch), năm Minh Vạn Lịch thứ 40 (1612), trong gia tộc Ái Tân Giác La. Bà là con gái thứ hai của Bối lặc Đồ Luân, mẹ là Đích Phu nhân Vương Giai thị. Bà là cháu nội của Thư Nhĩ Cáp Tề và là chất tôn nữ của Nỗ Nhĩ Cáp Xích. Từ nhỏ, bà đã được Nỗ Nhĩ Cáp Xích nuôi dưỡng trong cung cùng người cô là Tôn Đại Cách cách, vì vậy thường xưng "Truân Triết Cách cách".
Tháng 10 năm Thiên Mệnh thứ 11 (1626), bà kết hôn với Đài cát Áo Ba (奥巴), thuộc Bác Nhĩ Tế Cát Đặc thị của Khoa Nhĩ Thấm. Không lâu sau, Áo Ba chính thức trở thành Thổ Tạ Đồ hãn. Mặc dù đã kết hôn với Truân Triết nhưng vì sự uy hiếp của Sát Cáp Nhĩ bộ mà Áo Ba đã cưới một người con gái Sát Cáp Nhĩ làm đích thê, đặt tẩm thất ở phía trước, Truân Triết bị hạ làm trắc thất, tẩm thất ở phía sau. Sau khi Hoàng Thái Cực đem quân chinh phạt Sát Cáp Nhĩ vào năm 1628, Áo Ba đã vì sự kiện này mà đến tạ tội với Hậu Kim. Tháng 9 năm Thiên Thông thứ 6 (1632), Ngạch phò Áo Ba qua đời, con trai trưởng là Ba Đạt Lễ (巴达礼) kế thừa tước vị. Lúc bấy giờ, cách cách chỉ mới vừa 21 tuổi, Ba Đạt Lễ đề xuất yêu cầu cưới Truân Triết theo tập tục của các bộ tộc Mông Cổ. Sau khi Hoàng Thái Cực đồng ý, Truân Triết tái giá với người con riêng này của chồng.
Tháng 7 năm 1633, Ba Đạt Lễ trở thành Thổ Tạ Đồ Tể nông, tức Phó hãn. Năm 1636, 1 tháng trước lễ lên ngôi của Hoàng Thái Cực, bà cùng Ba Đạt Lễ đến triều bái, Hoàng Thái Cực ra ngoài 10 dặm nghênh đón. Sau khi làm lễ bái lạy tại Bồ Hà Sơn, bà dâng lên yên ngựa chạm trỗ hoa văn, lạc đà, lông cừu, lông chồn các loại. Sau đó Hoàng Thái Cực triệu Thổ Tạ Đồ Tể nông cùng Cách cách vào cung, thiết đại yến chiêu đãi. Sau đại điển lên ngôi, Ba Đạt Lễ được phong làm Thổ Tạ Đồ Thân vương, cho phép thế tập võng thế, thụ Trát Tát Khắc, là Trát Tát Khắc Thổ Tạ Đồ Thân vương đời thứ nhất của Triết Lý Mộc minh Khoa Nhĩ Thấm tả dực trung kỳ. Năm thứ 2 (1637), ngày 24 tháng 7 bà được phong làm "Quốc triều Trát Tát Khắc Công chúa" (tức Hòa Thạc Công chúa), Ba Đạt Lễ cũng theo đó mà được phong Hòa Thạc Ngạch phò. Năm Thuận Trị thứ 5 (1648), bà qua đời năm 37 tuổi. Ngạch phò Ba Đạt Lễ có một người con trai là Ba Nhã Tư Hô Lãng, tập tước Thổ Tạ Đồ Thân vương, sau trở thành Ngạch phò của Cố Luân Đoan Trinh Trưởng Công chúa, không rõ có phải do bà sinh hay không.